# لكزس آر إكس هايبرد
لكزس آر إكس هايبرد,هو مزيج من سيارات الدفع الرباعي,وبدأ البيع من شركة لكزس في عام 2005,وتصميمها مثل تصميم سيارات لكزس آر إكس الأخرى، التي تجمع بين محرك البنزين V6 و المحرك الكهربائي لأول مرة في يناير 2004 في أمريكا الشمالية للسيارات الدولي، ظهرت سيارة آر إكس 400إتش الفاخرة.
وعندما بدأت تصنيع سيارة آر إكس 400إتش حققت نجاحات كبيرة، التي توسعت بعد ذلك لتشمل غيرها من صيغ هايبرد، وتشمل أيضاً لكزس آر إكس 350 و600إتش إل إس.
وأتت سيارة آر إكس 400إتش من الجيل الأول وبيعت حتى عام 2008,وعادل النموذج,تويوتا هارير هايبرد، وكانت تباع في اليابان حتى انتهت في 2008.
وفي نوفمبر 2008,بدأت شركة لكزس بإعادة تصميم هايبرد، وبدأ الجيل الثاني بـ لكزس آر إكس 450إتش، في أكبر معرض سيارات بلوس أنجلس.
لكزس آر إكس 450 من المقرر أن تذهب إلى أمريكا الشمالية، و أوروبا و آسيا(وتشمل اليابان),وغيرها من الأسواق,وسيارة آر إكس 450 2009 نموذجا لـ 2010